# Beatrice Rana
Pour les articles homonymes, voir Rana.
Beatrice Rana, née le 22 janvier 1993 à Copertino, est une pianiste classique italienne.

## Biographie

### Jeunesse et formation
Née dans une famille de musiciens italiens de la province de Lecce, Beatrice Rana étudie le piano à quatre anset donne son premier concert à cinq. À neuf ans, elle interprète au piano avec orchestre dirigé par Francesco Libetta, le concerto no 5 en fa mineur (catalogué BWV 1056) de Jean-Sébastien Bach (partition écrite à l'origine pour clavecin et orchestre).
Diplômée à seize ans du Conservatoire Nino Rota de Monopoli, dans la classe de Benedetto Lupo, qui reste aujourd'hui un de ses maîtres,,  elle étudie ensuite à la Hochschule für Musik de Hanovre dans la classe d’Arie Vardi, et participe à des master-classes en Italie, en France et aux États-Unis, auprès d'Aldo Ciccolini et Michel Béroff.
Son parcours d'études est jalonné de prix internationaux, dont le Premier prix du Concours international de piano de la République de Saint-Marin en 2004

### Révélation publique

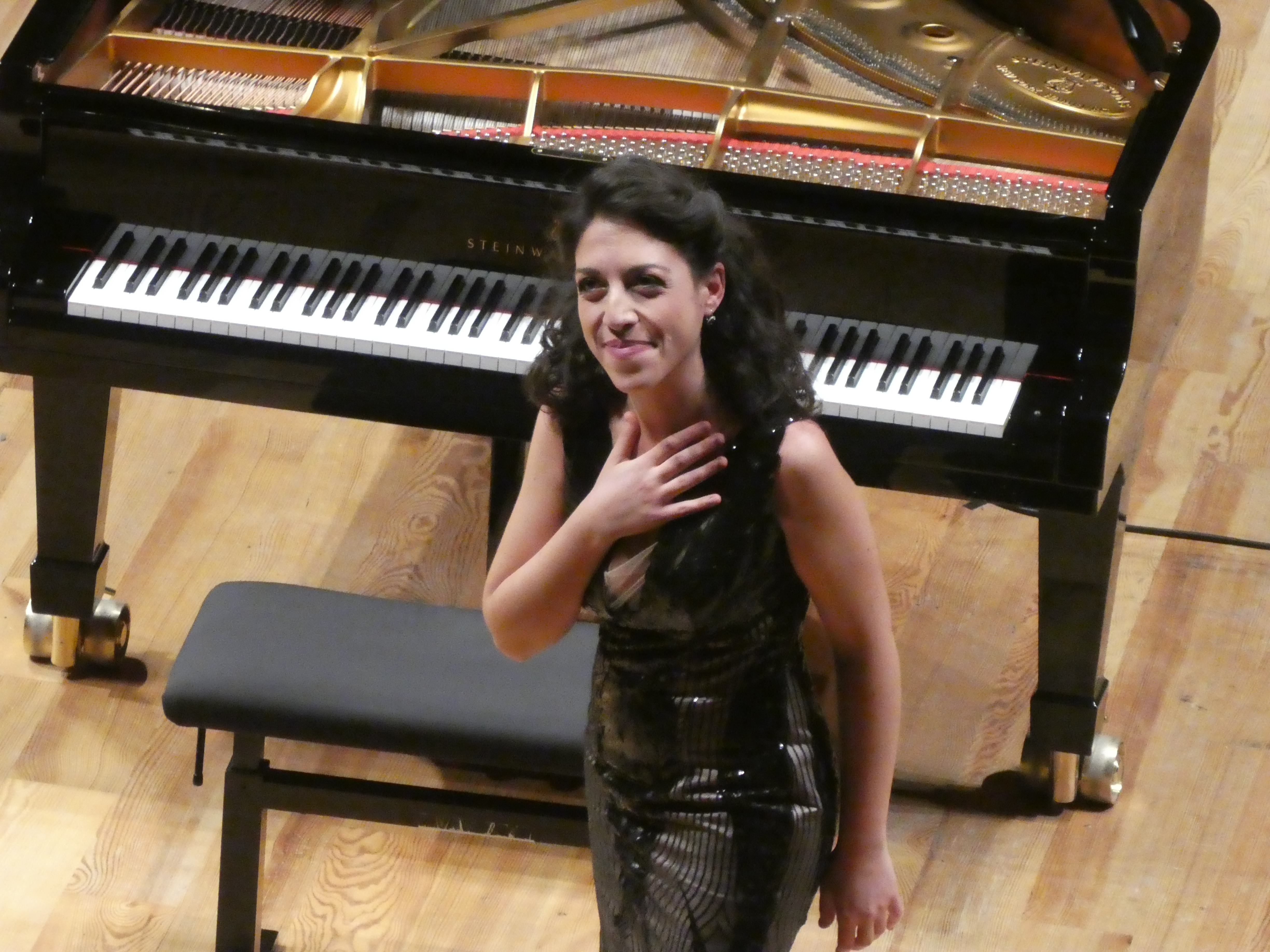
Beatrice Rana lors d'un concert à la Philharmonie de Paris en novembre 2022.

En 2011, Beatrice Rana remporte le Premier Prix ainsi que tous les prix spéciaux du jury du Concours musical international de Montréal.
Elle enregistre en 2012 un premier disque, édité par le label canadien Atma, comportant les Préludes de Frédéric Chopin et la Sonate pour piano no 2 d'Alexandre Scriabine.
Elle reçoit en 2013 la médaille d'argent et le prix du public du Concours international de piano Van-Cliburn. Sa performance est éditée en disque par Harmonia Mundi.
En 2017, son interprétation des Variations Goldberg de Jean-Sébastien Bach édité par le label Warner Classics est saluée par la critique internationale et devient une référence.
Le 5 avril 2019, avec l'ensemble Amsterdam Sinfonietta dirigée par la violoniste Candida Thompson, elle illumine le concerto pour piano en ré mineur BW, 1052, de Johann Sebastian Bach à Utrecht. Ce concert a été vu sur YouTube 389 000 fois. 
Pour elle, la musique classique est meilleure en concert. « Grâce à l'adrénaline qui traverse votre corps, la musique dans la salle de concert prend une nouvelle couleur, comme si la musique révélait alors ses plus grands secrets. »

## Discographie
- 2012 : Préludes de Chopin et Sonate pour piano no 2 de Scriabine, Atma[6]
- 2013 : Beatrice Rana - Silver Medalist - 14e Concours international de piano Van Cliburn, Harmonia mundi[8]
- 2015 : Concerto pour piano no 2 de Prokofiev et Concerto pour piano no 1 de Tchaïkovski avec l'orchestre de l'Académie nationale Sainte-Cécile dirigé par Antonio Pappano, Warner Classics[9],[5]
- 2017 : Variations Goldberg de Jean-Sébastien Bach, Warner Classics[5]
- 2019 : Miroirs et La Valse de Maurice Ravel ; Petrouchka et L'Oiseau de feu d'Igor Stravinsky. Warner Classics 2019 – Diapason d'or, Choc de Classica
- 2024 : Chopin & Beethoven Sonatas - Funeral March & Hammerklavier – Warner Classics 2024

## Prix et récompenses
- 2004 : premier prix au Concours international de piano de la république de Saint-Marin[2]
- 2011 : premier prix et tous les prix spéciaux du jury du Concours musical international de Montréal[2]
- 2013 : médaille d’argent et prix du public au Concours international de piano Van-Cliburn[9]
- 2017 : Jeune artiste de l'année lors des Gramophone Classical Music Awards[10]